# Atlas-Mohn
Der Atlas-Mohn (Papaver atlanticum) ist eine Pflanzenart aus der Gattung Mohn (Papaver) innerhalb der Familie der Mohngewächse (Papaveraceae). Die Heimat dieser Art liegt im Atlasgebirge von Marokko. Als winterharte Zierpflanze wird sie in Gärten in den gemäßigten Gebieten weltweit verwendet.

## Beschreibung

### Vegetative Merkmale
Der Atlas-Mohn wächst als ausdauernde, krautige Pflanze und erreicht Wuchshöhen von 15 bis 60 Zentimetern. Aus der grundständigen Blattrosette wachsen mehrere aufrechte oder aufsteigende, selten verzweigte Stängel, an deren Ende sich jeweils eine Blüte bildet. Die Stängel und Blätter sind flaumig, silbrig behaart.
Die grundständigen, bis 15 cm langen Laubblätter sind elliptisch bis länglich-lanzettlich geformt, gesägt oder fiederschnittig. Zur gestielten Basis verschmälern sie sich.

### Generative Merkmale
Die Blütezeit liegt zwischen Mai und Juli. Die Blüten sind nicken etwas oder stehen aufrecht.
Die zwittrigen Blüten sind bei einem Durchmesser von 5 bis 5,5 Zentimetern radiärsymmetrisch. Die beiden Kelchblätter fallen beim Öffnen der Blütenknospe ab. Die vier sich überlappenden, orangefarbenen Kronblätter sind einer Länge von etwa 2,5 Zentimetern verkehrt-eiförmig. Die Blüte enthält zahlreiche Staubblätter mit gelben Staubbeuteln.
Die keulenförmige unbehaarte Kapselfrucht ist etwa 25 Millimeter lang und trägt als Deckel eine Narbenscheibe. Diese hat etwa den gleichen Durchmesser wie die Kapselfrucht und weist fünf bis acht Narbenstrahlen auf. Die zahlreichen kleinen, nierenförmigen Samen sind netzförmig gemustert und etwa 1 mm groß. Durch kleine Schlitze zwischen Deckel und Kapsel entweichen die Samen, wenn die Kapselfrucht im Wind schwankt.
Die Chromosomenzahl beträgt 2n = 14.

## Vorkommen
Der Atlas-Mohn ist nur in Marokko beheimatet. Dort gibt es Fundstellen im Atlasgebirge. 
Er ist beispielsweise in Deutschland ein Neophyt mit Funden in Baden-Württemberg (Kressbronn am Bodensee) und Nordrhein-Westfalen (Köln).
Der Atlas-Mohn gedeiht am besten an sonnigen Standorten mit durchlässigen Böden.

## Systematik
Die Erstbeschreibung erfolgte 1873 als Varietät unter dem Namen Papaver rupifragum var. atlanticum durch John Ball in Journal of Botany, British and Foreign, Volume 11, S. 296. Den Rang einer Art Papaver atlanticum hat sie 1882 durch Ernest Saint-Charles Cosson in Illustrationes Florae Atlanticae, 1, S. 11 erhalten.
Bei manchen Autoren gibt es seit 1996 etwa zwei Unterarten, die beide in Marokko vorkommen:
- Papaver atlanticum (Ball) Coss. subsp. atlanticum[1]
- Papaver atlanticum subsp. mesatlanticum (Maire) Kadereit (Syn.: Papaver rupifragum var. mesatlanticum Maire)[1]

## Inhaltsstoffe
Alle Pflanzenteile sind giftig; vor allem die Kapselfrucht enthält viele giftige Alkaloide.
Aufgrund der nahen Verwandtschaft zum Behaarten Mohn (Papaver pilosum) muss davon ausgegangen werden, dass er Isochinolin-Alkaloide vom Glaucin-Typ enthält. Für die Herstellung von Betäubungsmitteln und insbesondere für die Herstellung von Opium hat sie keine Bedeutung.